# Merlin Plage-Shimano-Flandria

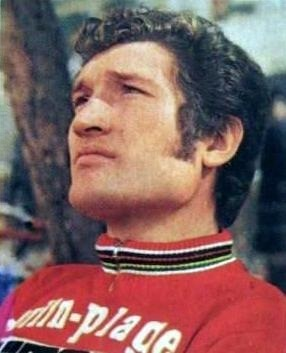
Cyrille Guimard el 1974.

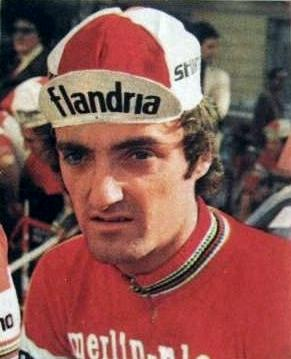
Imatge de Daniel Rebillard el 1974.

L'equip Merlin Plage-Shimano-Flandria va ser un equip ciclista francès que competí professionalment el 1974 i que es dissolgué a finals de la mateixa temporada. Estava patrocinat per Merlin-Plage i vinculat a l'equip belga Flandria.

## Principals resultats
- Le Samyn: André Dierickx (1974)
- Bordeus-París: Régis Delépine (1974)
- Gran Premi de la vila de Zottegem: André Dierickx (1974)

### A les grans voltes
- Volta a Espanya
  - 0 participacions:

- Tour de França
  - 1 participació (1974)
  - 1 victòria d'etapa:
    - 1 el 1974: Cyrille Guimard[3]

  - 0 victòria final:
  - 0 classificacions secundàries:

- Giro d'Itàlia
  - 0 participacions

## Composició de l'equip
|
| Llista de l'equip 1974 | Llista de l'equip 1974 | Llista de l'equip 1974            | Llista de l'equip 1974 |
| Ciclista               | Data de naixement      | Equip previ                       |                        |
| ---------------------- | ---------------------- | --------------------------------- | ---------------------- |
| Christian Ardouin      | 18 de abril de 1952    |                                   |                        |
| Fernand Bruggeman      | 19 de abril de 1949    |                                   |                        |
| Raphaël Coene          | 5 de novembre de 1950  |                                   |                        |
| André Corbeau          | 1 de abril de 1950     | Flandria-Carpenter-Shimano (1973) |                        |
| Michel Coroller        | 10 de maig de 1949     | Flandria-Carpenter-Shimano (1973) |                        |
| Régis Delépine         | 22 de desembre de 1946 | Gan-Mercier-Hutchinson (1973)     |                        |
| Michel Demore          | 29 de agost de 1948    |                                   |                        |
| André Dierickx         | 29 de octubre de 1947  | Flandria-Carpenter-Shimano (1973) |                        |
| Maurice Dury           | 8 de novembre de 1947  |                                   |                        |
| Cyrille Guimard        | 20 de gener de 1947    | Gan-Mercier-Hutchinson (1973)     |                        |
| Joël Millard           | 23 de gener de 1946    |                                   |                        |
| Jean-Claude Misac      | 27 de octubre de 1948  |                                   |                        |
| Gérard Moneyron        | 17 de gener de 1948    | Gan-Mercier-Hutchinson (1973)     |                        |
| Henri-Paul Fin         | 20 de març de 1950     |                                   |                        |
| Daniel Rebillard       | 20 de desembre de 1948 | Flandria-Carpenter-Shimano (1973) |                        |
| Jean-Jacques Sanquer   | 29 de novembre de 1946 | Flandria-Carpenter-Shimano (1973) |                        |
| Alain Van Lancker      | 15 de maig de 1947     |                                   |                        |
| Ghislain Van Landeghem | 18 de juliol de 1948   |                                   |                        |
| Noël Vantyghem         | 9 de octubre de 1947   | Flandria-Carpenter-Shimano (1973) |                        |
|                        |                        |                                   |                        |
| Font: Cycling Archives |                        |                                   |                        |